# Frans Post

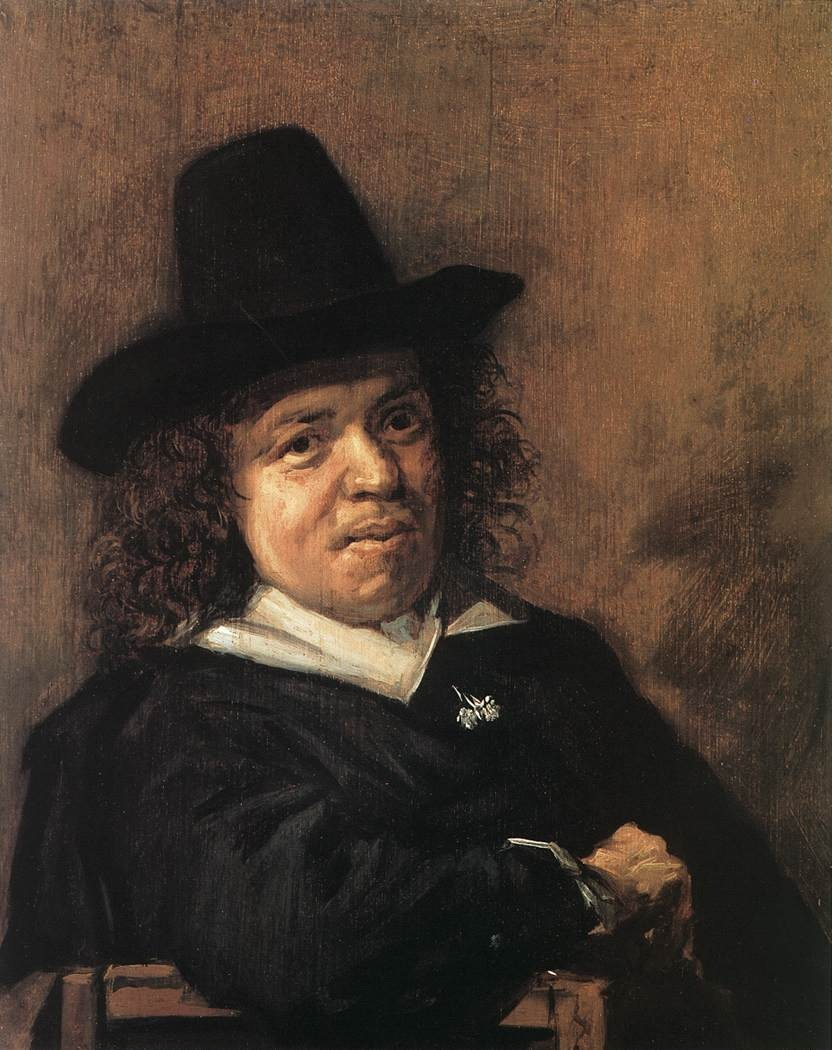
Frans Post

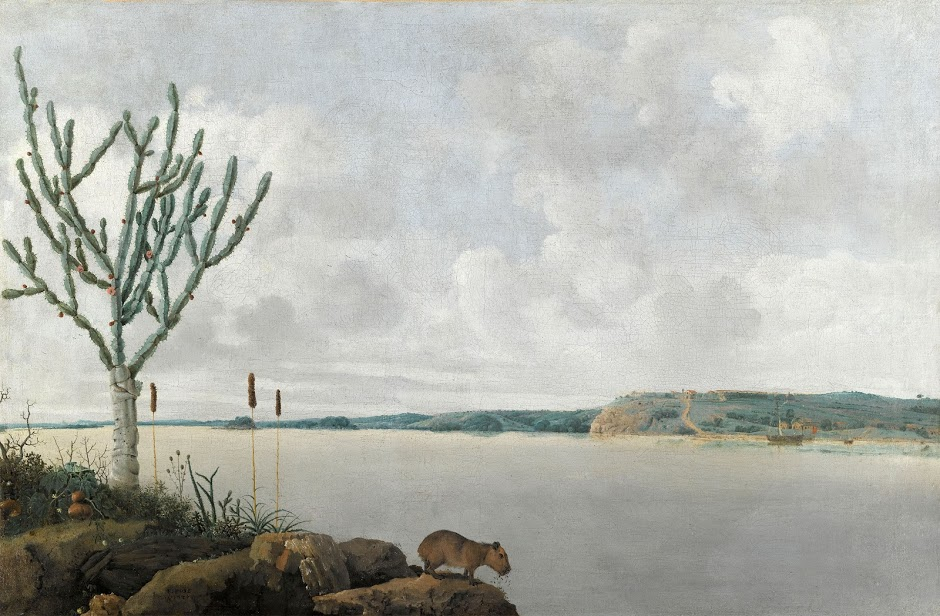
Der Rio San Francisco, 1639

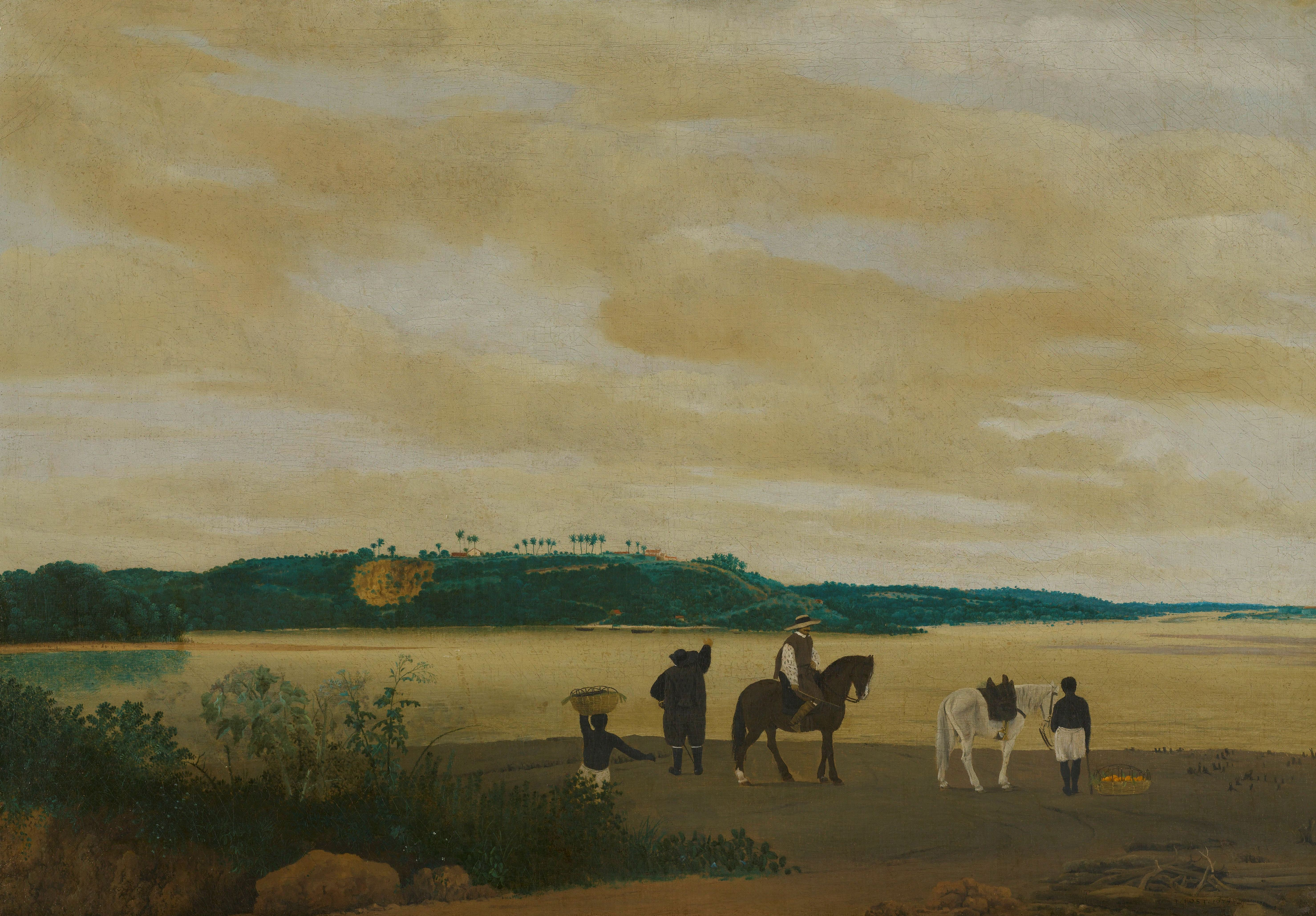
Ansicht der Insel Itamaracà in Brasilien, 1637

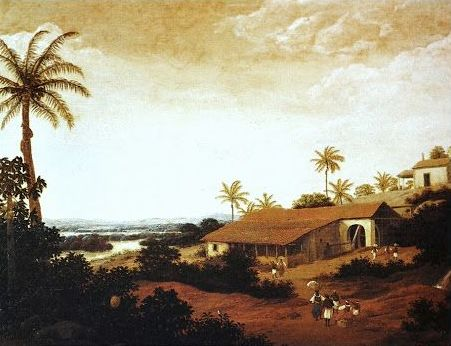
Hacienda, 1652 (Landesmuseum Mainz)

Frans Post (〰 17. November 1612 in Haarlem; ▭ 17. Februar 1680 ebenda) war ein niederländischer Maler, der vor allem für seine von einem Aufenthalt in Brasilien geprägten Landschaftsgemälde bekannt ist.

## Leben
Wahrscheinlich von seinem Bruder, dem Architekten und Maler Pieter Post (* 1608; † 1669), ausgebildet, beteiligte er sich im Alter von 25 Jahren an der achtjährigen Expedition (1636 bis 1644) des Grafen Johann Moritz von Nassau-Siegen nach Brasilien. Graf Johann Moritz hatte sich entschlossen, im Rahmen seines Auftrags für die Niederländische Westindien-Kompanie, die jüngst eroberte Kolonie im Nordosten Brasiliens zu verwalten, verschiedene Künstler und Wissenschaftler (neben Frans Post u. a. den Maler Albert Eckhout, den Arzt Willem Piso und den Mathematiker und Astronom Georg Markgraf) in seine Begleitung aufzunehmen zur Dokumentation und Aufzeichnung von Informationen wie Geografie, Landschaften, Landesentwicklung etc. Hierbei entstand das berühmte zwölfbändige Buch zur brasilianischen Naturgeschichte „Historia Naturalis Brasiliae“ (1648), das Frans Post illustrierte.
Von dieser Expedition fertigte Frans Post zahlreiche Gemälde an, für die er seine vor Ort angefertigten Skizzen und Notizen heranzog. Wegen ihrer fast fotografischen Abbildungstreue zählen die frühen, in Brasilien entstandenen Werke heute zu wichtigen Bildzeugnissen dieser Epoche. Man kann davon ausgehen, dass er Zacharias Wagner (* 1614; † 1668), den „ersten deutschen Tropenmaler“, dort künstlerisch beeinflusst hat.
Etwa um das Jahr 1641 besuchte Post auch Regionen in Afrika, unter anderem Luanda im heutigen Angola und die Insel São Tomé im Golf von Guinea. Beide Orte waren damals Zentren des transatlantischen Sklavenhandels. Post zählte damit zu den Kennern der Küsten beiderseits des Atlantiks mit den dort lebenden Menschen und Kulturen.

## Werk
Nach seiner Rückkehr 1644 malte Frans Post brasilianische Landschaften, formte Naturaufnahmen zu dekorativen Kunstwerken um, die dem damaligen Geschmack des holländischen Publikums entsprachen, und führte Amerika in die europäische Malerei ein. Er breitete eine große Fülle an Motiven der brasilianischen Flora und Fauna unter einem blauen, südamerikanischen Himmel aus und wurde als der „Canaletto Brasiliens“ gefeiert.
Zahlreiche Malereien von Frans Post finden sich auch in dem 1647 von Caspar van Baerle zusammen mit dem Kartographen und Kupferstecher Joan Blaeu im Auftrag von Moritz von Nassau-Siegen verfassten, eindrucksvoll illustrierten Buch und „Rechenschaftsbericht“ (Rerum per octennium in Brasilia et alibi nuper gestarum sub praefectura) über dessen Statthalterschaft der holländischen Kolonie in Brasilien in Recife (1637–1644).
Im Alter wurden seine Bilder melancholischer. Die ländlichen Szenen der späten Jahre bis 1680 fangen häufig Abendstimmungen ein.
Präsentationen seiner Malerei waren u. a. in Basel und Tübingen (1990), im Louvre in Paris (2005) und im Haus der Kunst in München (2006) zu sehen.

## Ausstellungen (Auswahl)
- 1990:  Frans Post - 1612 - 1680 - Tropische Landschaften, Kunsthalle Basel, 13. Mai – 22. Juli 1990 / Kunsthalle Tübingen, 28. Juli – 23. September 1990.
- 2016: Frans Post - Animals in Brazil, Rijksmuseum Amsterdam. Katalog.